# Endoesquelet
Un Endoesquelet és una estructura interna de suport d'un animal composta per teixit mineralitzat.
És un cas particular d'esquelet com a concepte genèric de suport i conformació a la resta de sistemes i òrgans d'un ésser viu.
L'endoesquelet permet al cos moure's, a més de tenir la funció de donar forma a l'animal permet la fixació de músculs, tendons, i protegir el sistema nerviós. En els vertebrats superiors, també protegeix la majoria d'òrgans vitals. (Vegeu òrgan)
El vertader endoesquelet deriva del teixit mesoderm i és característic dels equinoderms i cordats, els de filum porífera consisteixen en espícules microscòpiques (vegeu nivell microscòpic) de calcita, silici o també consisteix en una xarxa d'espongina. (Vegeu Espongíl·lids)
Per la seva part, els coleoidea no tenen el que es pot considerar un vertader endoesquelet, consisteix més bé d'un exoesquelet d'un mol·lusc que va evolucionar en estructures internes, sent la closca de la sípia un clar exemple. Tenen teixit cartilaginós en el seu cos, no mineralitzat, especialment en el cap, semblant ser un primitiu crani.